# Kriegsgräberstätte (Hildburghausen)
Auf der Kriegsgräberstätte auf dem Stadtfriedhof Hildburghausen wurden von 1914 bis 1945 mindestens 444 Opfer beider Weltkriege beigesetzt. Neben vielen wiederhergestellten Grabstätten gibt es eine Reihe von Denkmälern, die 1924 bis 2005 errichtet wurden.

## Soldatenfriedhof I. Weltkrieg

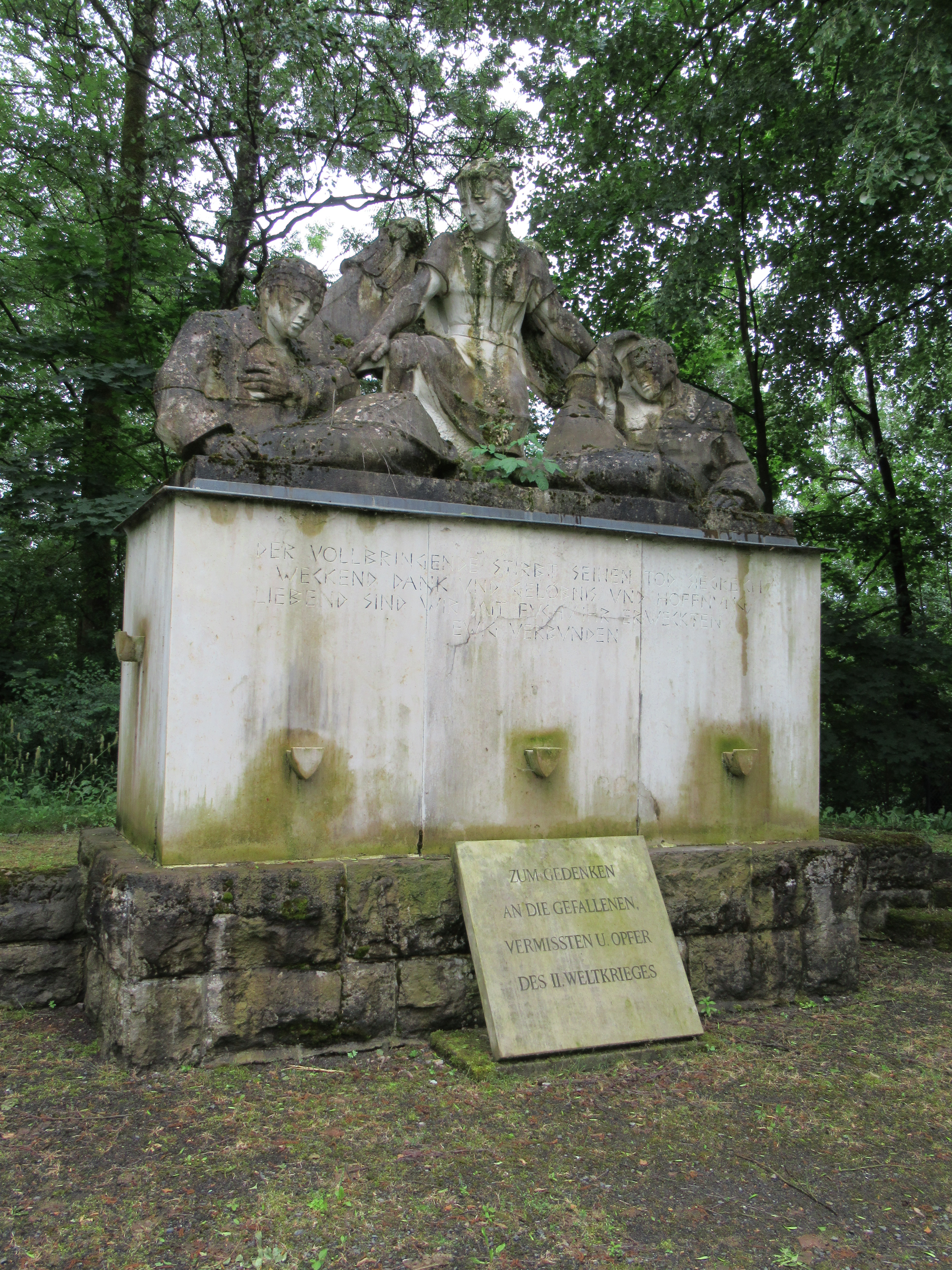
Gefallenendenkmal (von 1924) Friedhof Hildburghausen, Tafel für II. Weltkrieg (von 2005) unten

Der nordöstliche Teil des Stadtfriedhofs wurde ab 1914 als Ehrenfriedhof für im Ersten Weltkrieg gefallene Soldaten genutzt. Es handelte sich ganz überwiegend um verwundete und kranke Kriegsteilnehmer aus dem ganzen Reich, die in Hildburghäuser Lazaretten verstorben waren. 1927 gab es 58 Gräber von deutschen Soldaten aus dem Ersten Weltkrieg, die auf dem Friedhof bestattet worden waren. Dazu kamen drei Gräber von russischen Kriegsgefangenen. Die sterblichen Überreste von vier Franzosen und einem Italiener waren 1926 in ihre Heimatländer überführt worden. Zubettungen ehemaliger deutscher Kriegsteilnehmer erfolgten bis in die 1930er Jahre. Zunächst waren die Grabstellen durch Holzkreuze gekennzeichnet. 1915 wurde das Modell eines Grabsteins skizziert, der sich symbolisch an das Eiserne Kreuz anlehnte. Er war die Vorlage für die „Kreuzsteine“ aus Muschelkalk, die einheitlich ab 1925/26 bis 1928 (und später) aufgestellt wurden. Sie stammten aus der Werkstatt des Steinbildhauermeisters Heinrich Borzel/Hildburghausen. Die Kosten lagen bei 50 Reichsmark je Stein und wurden überwiegend von den Angehörigen getragen. Doch gab es auch Spenden, staatliche Unterstützung und Hilfe vom 1919 gegründeten Volksbund Deutsche Kriegsgräberfürsorge. Auch jetzt (2018) noch oder wieder gibt es 58 Grabkreuze für Soldaten des Ersten Weltkriegs, die hier bestattet wurden.
Die Grundsteinlegung für das (noch existierende) Ehrenmal für die Gefallenen erfolgte am 18. Juli 1924, im Jahr der 600-Jahr-Feier der Stadt. Am 28. August 1926 fanden die Weihe-Feierlichkeiten im Stadttheater Hildburghausen statt. Auf der Rückseite des Denkmals sind die Namen der etwa 230 gefallenen oder vermissten Soldaten aus Hildburghausen eingemeißelt. Die Vorderseite zeigt einen Sinnspruch im Stil der damaligen Zeit: DER VOLLBRINGENDE STIRBT SEINEN TOD SIEGREICH / WECKEND DANK UND GELÖBNIS UND HOFFNUNG / LIEBEND SIND WIR MIT EUCH / IHR ERWECKTEN / EWIG VERBUNDEN. Die Skulptur als oberer Teil des Denkmals wurde von Max Hoene geschaffen, sie soll die Auferstehung zweier Gefallener symbolisieren, mit einem Engel in ihrer Mitte.

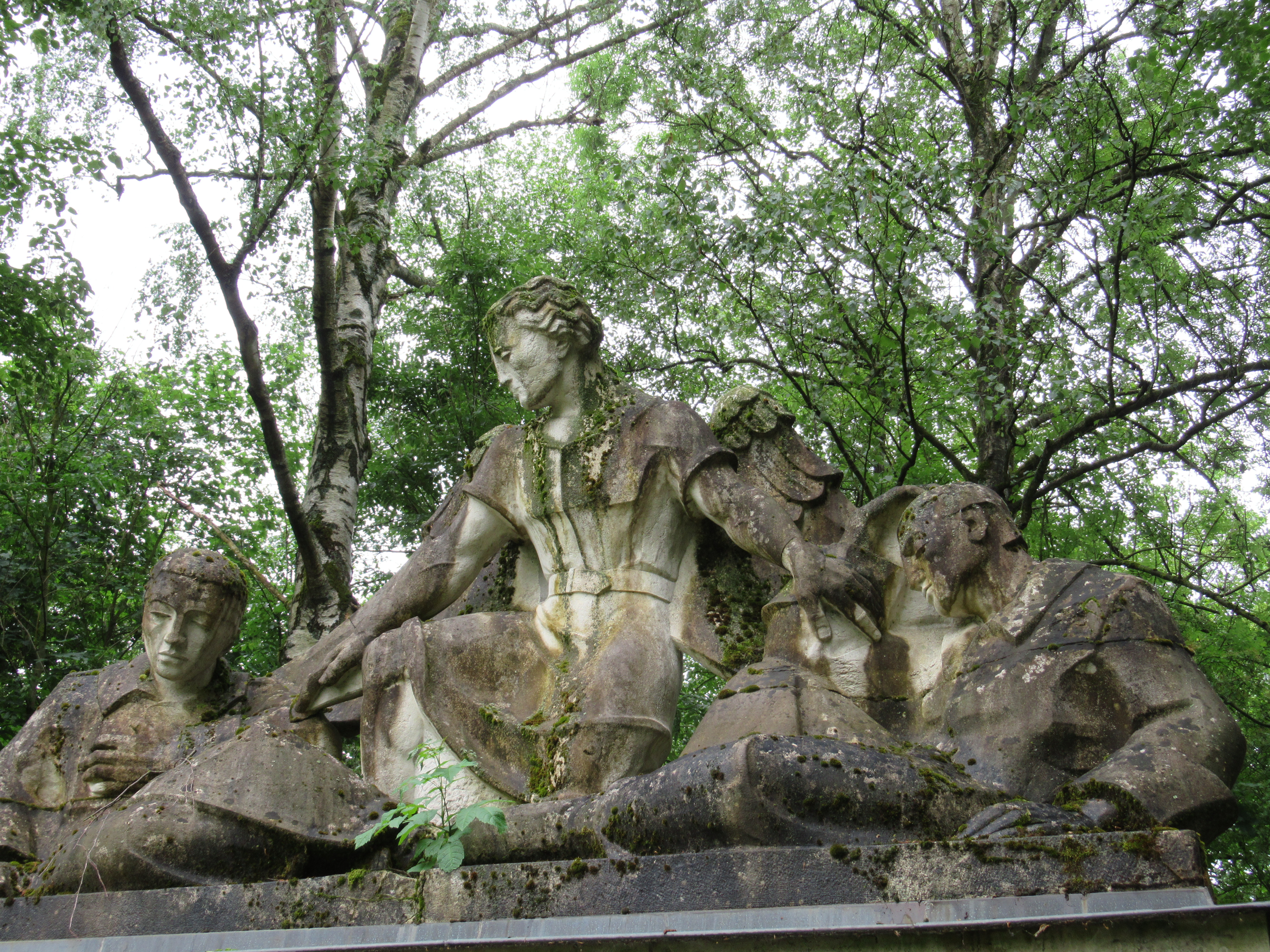
Gefallenendenkmal (von 1924) auf Friedhof Hildburghausen
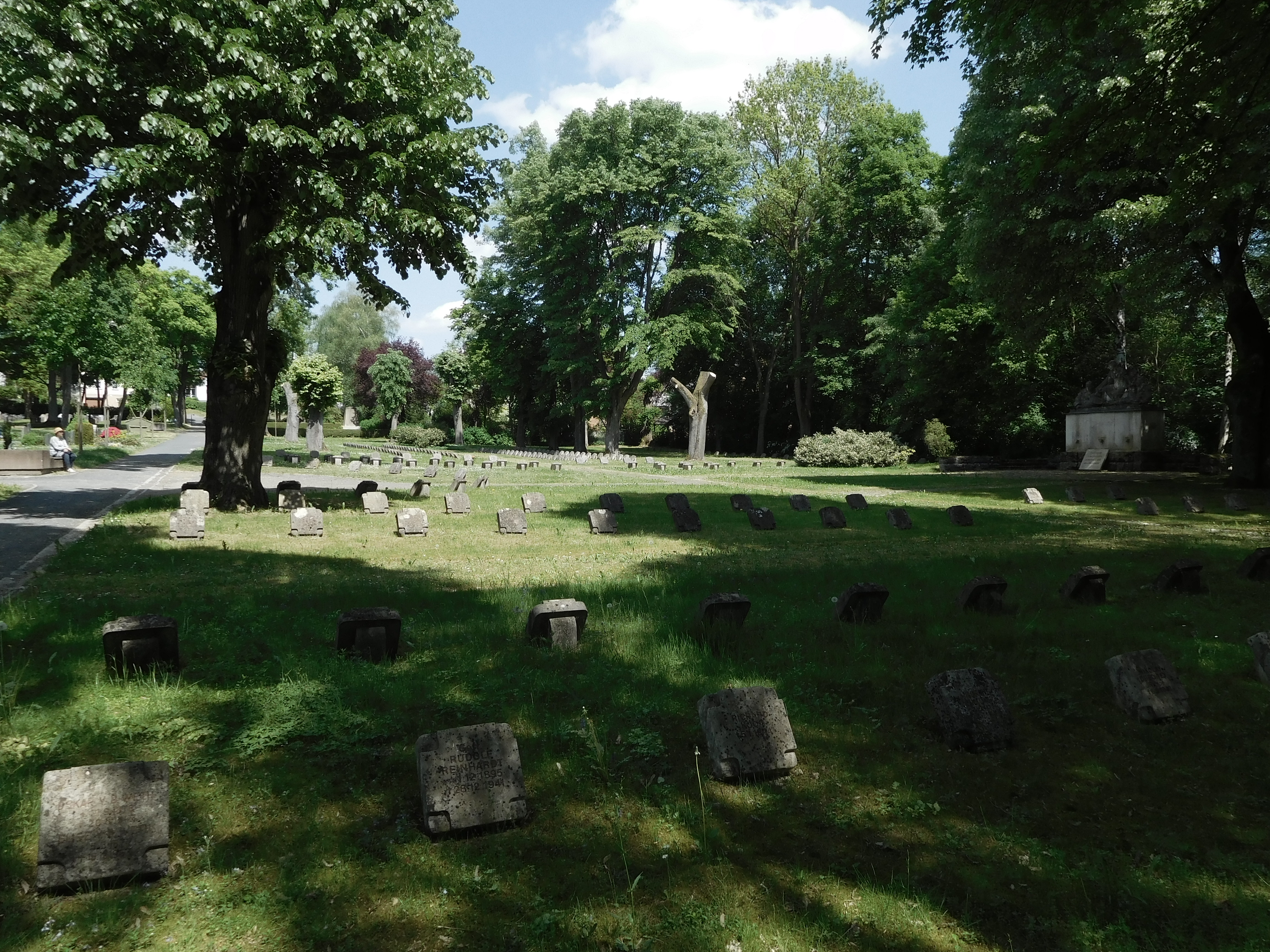
Kriegsgräber auf Friedhof (2018)

## Soldatenfriedhof II. Weltkrieg

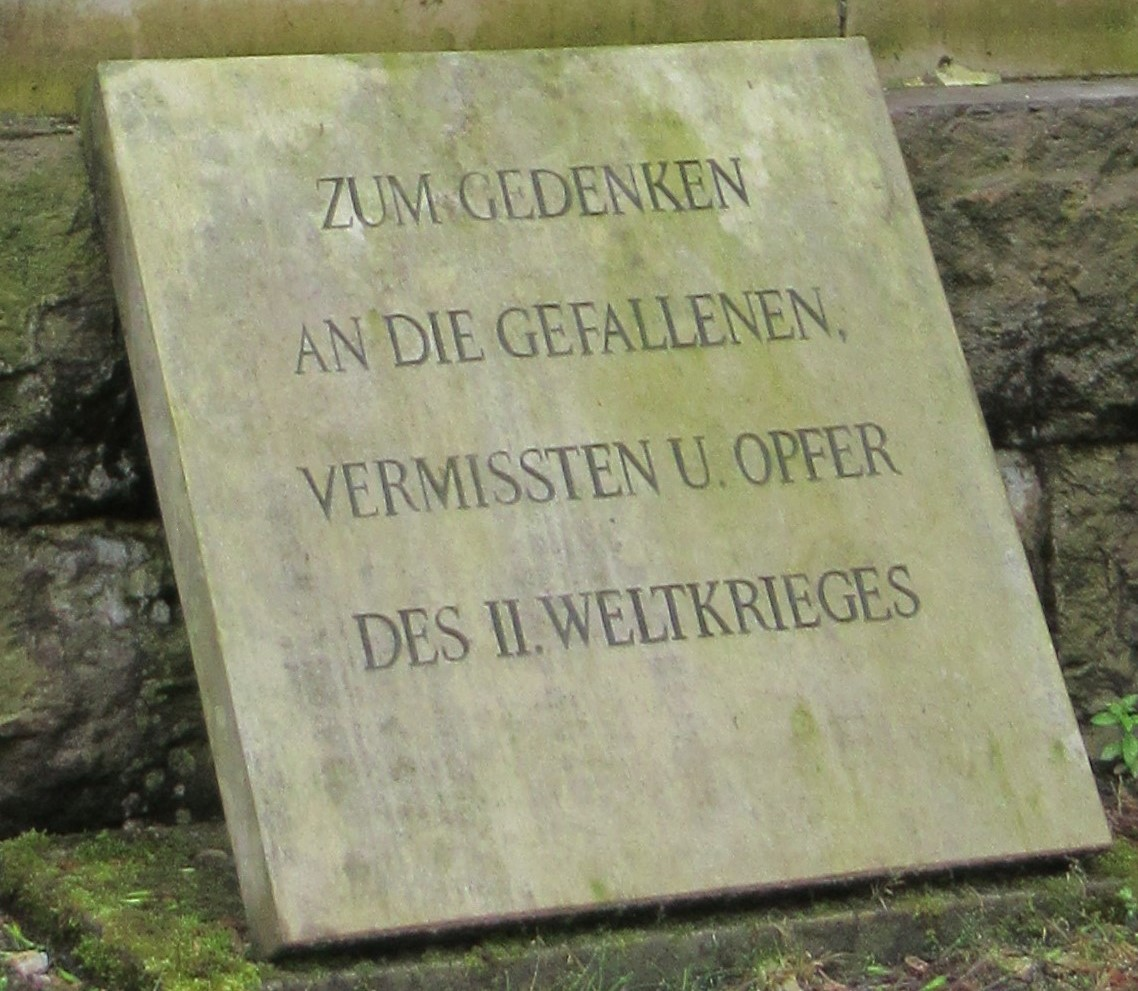
Zusatztafel von 2008 am Ehrenmal von 1924 für Opfer des 2. Weltkrieges

Auch im Zweiten Weltkrieg war Hildburghausen Standort mehrerer Lazarette und Hilfslazarette mit einer hohen Bettenkapazität. Die dort verstorbenen Soldaten wurden ebenfalls auf dem Ehrenfriedhof beigesetzt. Deren Zahl ist nicht bekannt. Dazu kamen abgeschossene Flieger, Gefallene des Luftangriffs vom 23. Februar 1945 und Gefallene der Kämpfe bei und in Hildburghausen im April 1945. Für April 1945 finden sich etwa 20 und für Mai etwa 7 Grabsteine von Wehrmachtsangehörigen. Die letzten, auf den Grabkreuzen verzeichneten Todesdaten sind von Juni 1945.
Im Jahre 2008 wurde an das Ehrenmal von 1924 eine Zusatztafel angelehnt, die folgenden Text trägt: ZUM GEDENKEN AN DIE GEFALLENEN, VERMISSTEN UND OPFER DES ZWEITEN WELTKRIEGES. Die Einweihung der Gedenktafel fand am 16. November 2008 anlässlich des Volkstrauertages statt. Die Platte besteht aus Schönbrunner Sandstein. Sie wurde vom Steinmetzbetrieb Willnat und Rußwurm aus Hildburghausen gefertigt.
Eine Namenstafel der nicht aus dem Zweiten Weltkrieg heimgekehrten Hildburghäuser Soldaten gibt es auf dem Friedhof nicht (im Gegensatz zum Ersten Weltkrieg). Geht man von einer Kriegsopferzahl von „weit über 500“ für Hildburghausen im Zweiten Weltkrieg aus und nimmt an, dass die meisten wohl Soldaten waren, so erhält man die anzunehmende Größenordnung.

## Bombenopfer 23. Februar 1945

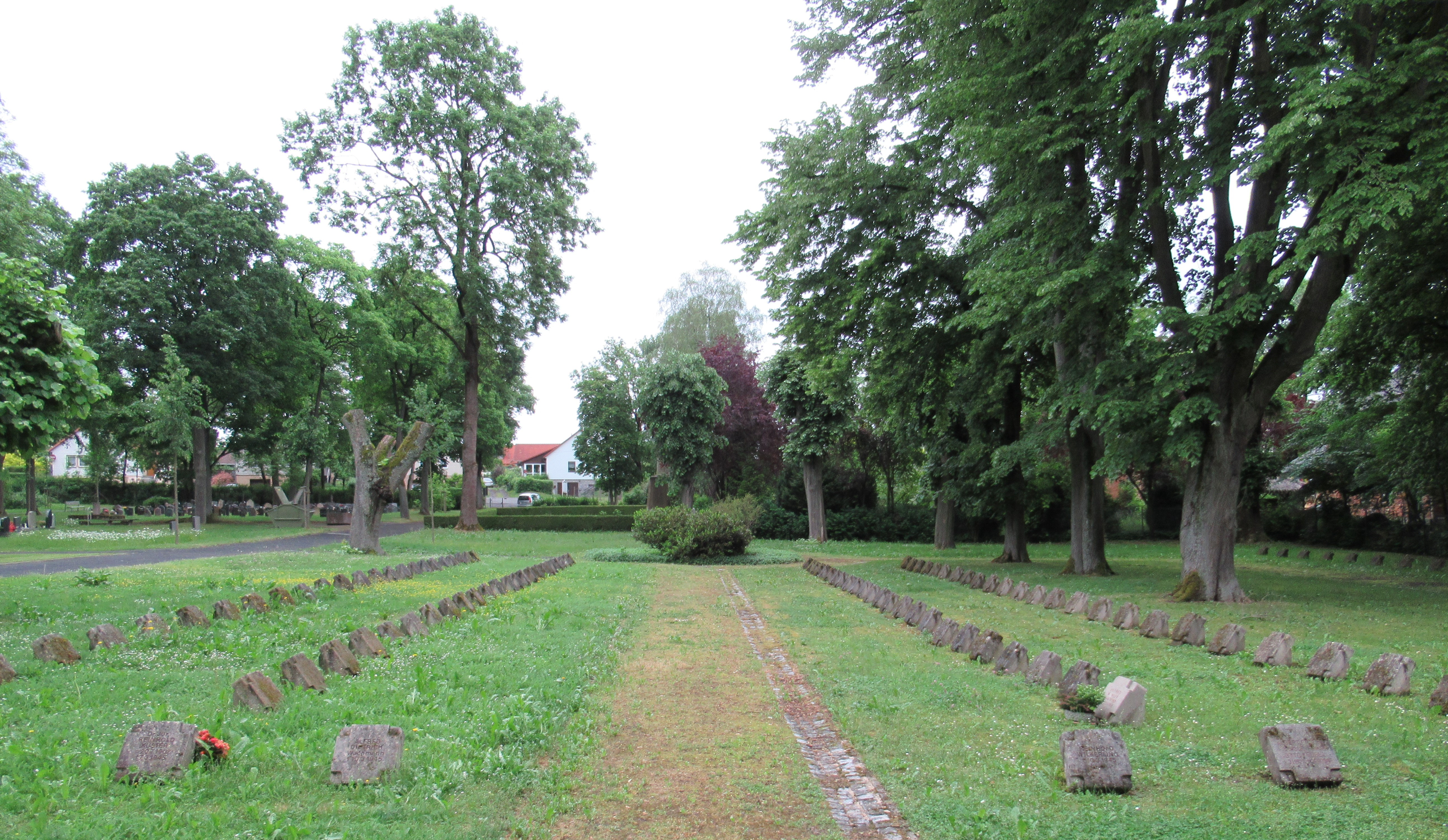
Bombenopfer von 1945 auf Friedhof Hildburghausen

Es existieren in vier langen Reihen etwa 92 Grabsteine (nicht alle sind wegen Verwitterung und Bemoosung eindeutig lesbar) mit Opfern des amerikanischen Luftangriffs auf Hildburghausen am 23. Februar 1945. Unter ihnen befinden sich zahlreiche Frauen, auch Kinder, und etwa fünfzehn bis zwanzig Wehrmachtsangehörige (getötete Verwundete aus den Lazaretten?). Das Feld mit den Bombenopfern ist nicht als solches gekennzeichnet, nur bei Kenntnis des Angriffsdatums kann der Besucher die Grabsteine zuordnen.

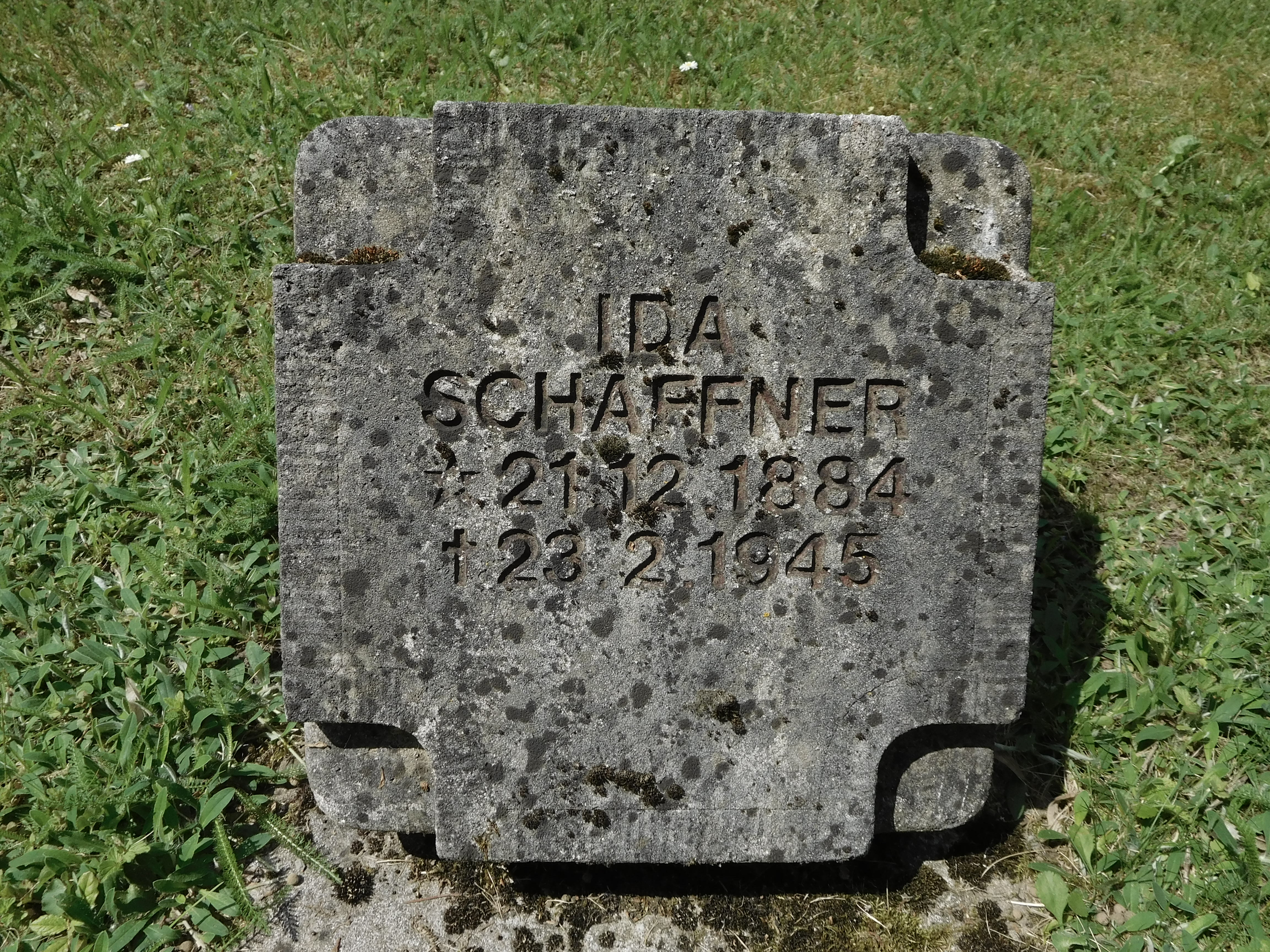
Bombenopfer Frau
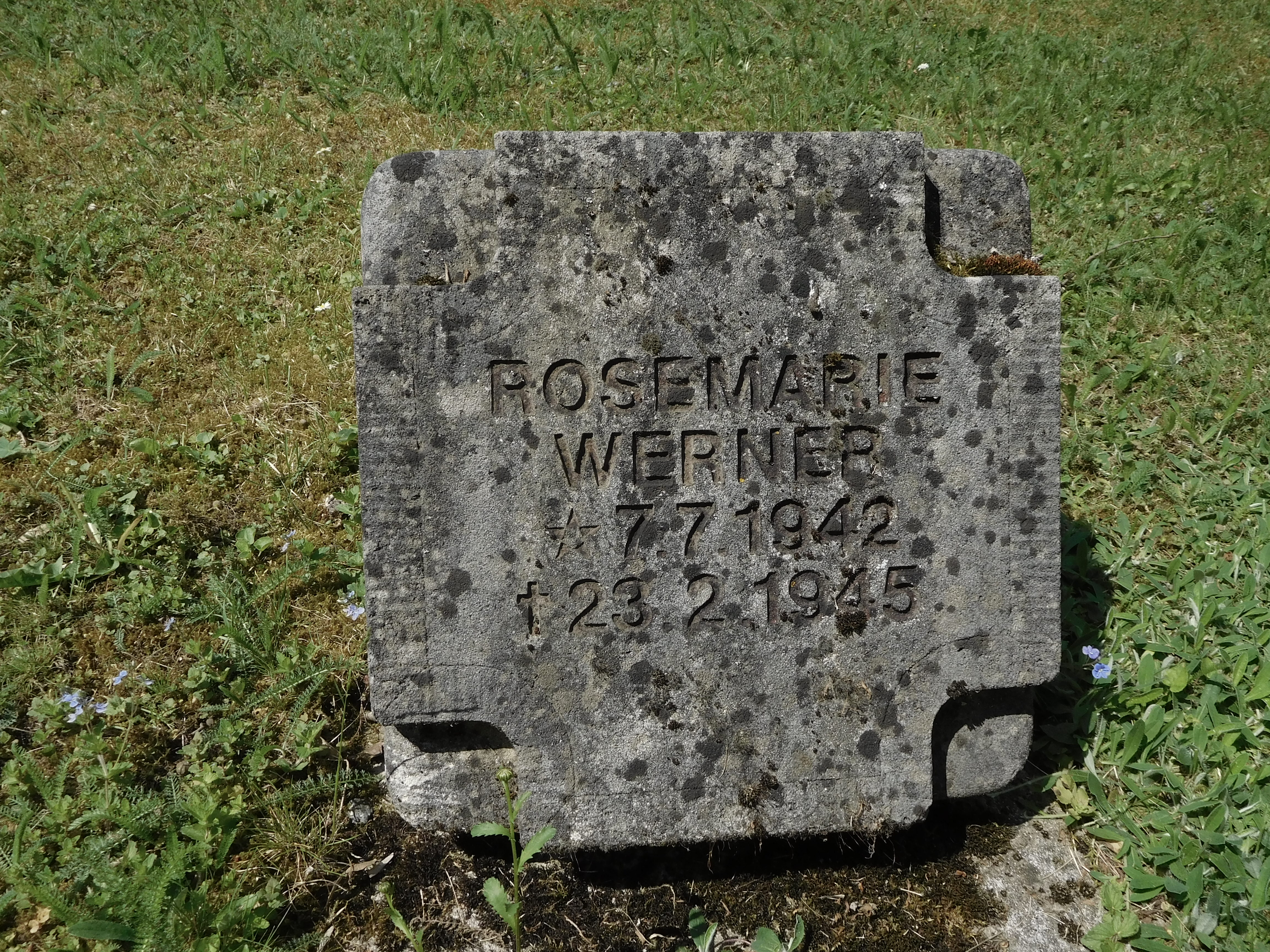
Bombenopfer Kind (2 J.)

## Alliierte Soldaten II. Weltkrieg
Grabstätte für ursprünglich 31 alliierte Soldaten, die im Lazarett Hildburghausen verstorben sind. Sie stammten aus Großbritannien, Frankreich, Belgien, Italien, Serbien und den USA. Die sterblichen Überreste einer Reihe von ihnen wurden nach Kriegsende in ihre Heimatländer überführt. Das Ehrenmal stammt wahrscheinlich von 1949, es wurde 2007 restauriert.

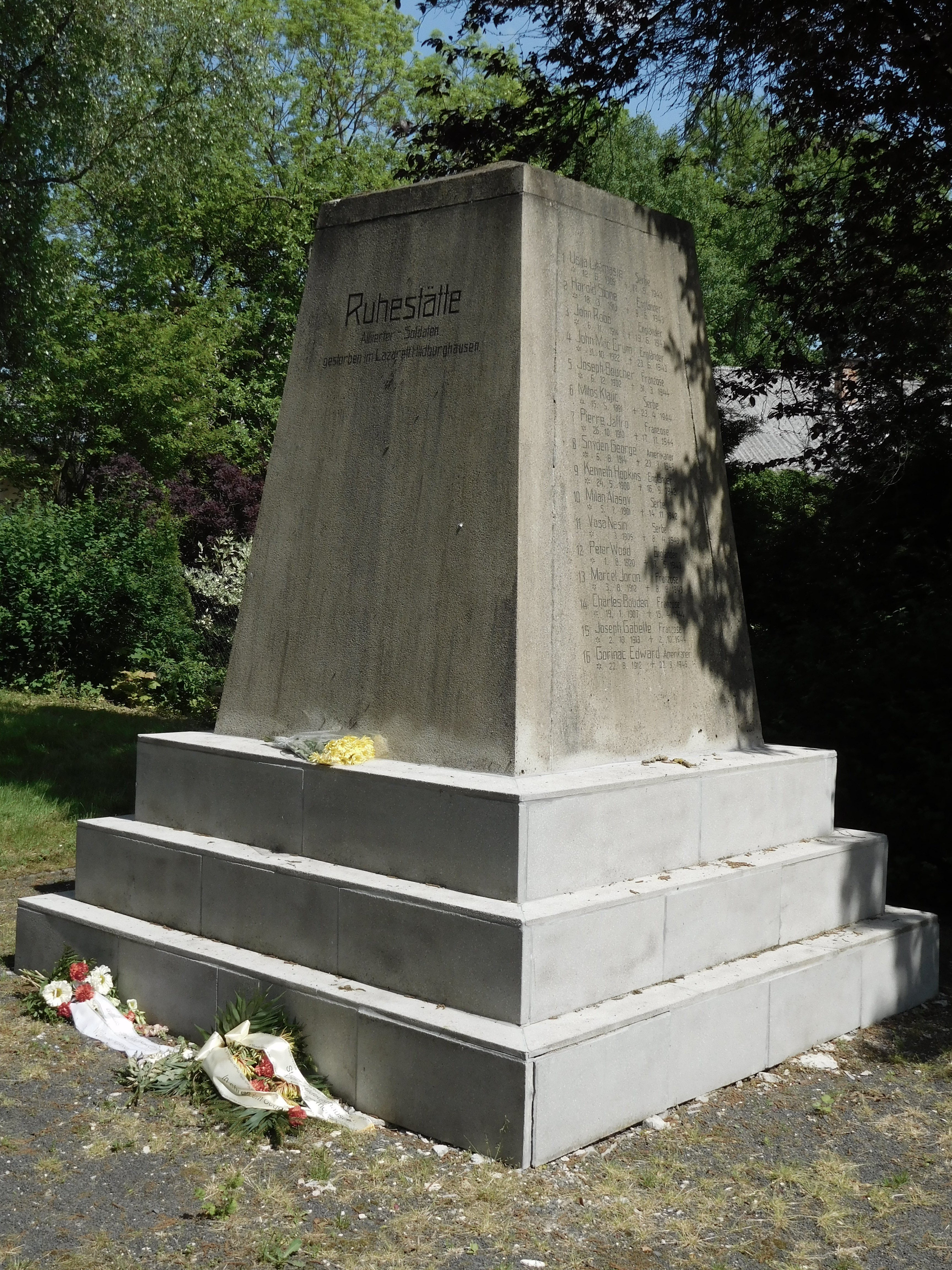
Alliierte Soldaten, verstorben in Hildburghausen

## Sowjetische Soldaten und Zivilisten, ausländische Zwangsarbeiter
Hoher Obelisk von 1946 zu Ehren der hier bestatteten 23 Kriegsgefangenen aus der Sowjetunion und von 65 ausländischen Zwangsarbeitern. 2012 wurde die Anlage erneuert, einschließlich der Einfriedung.

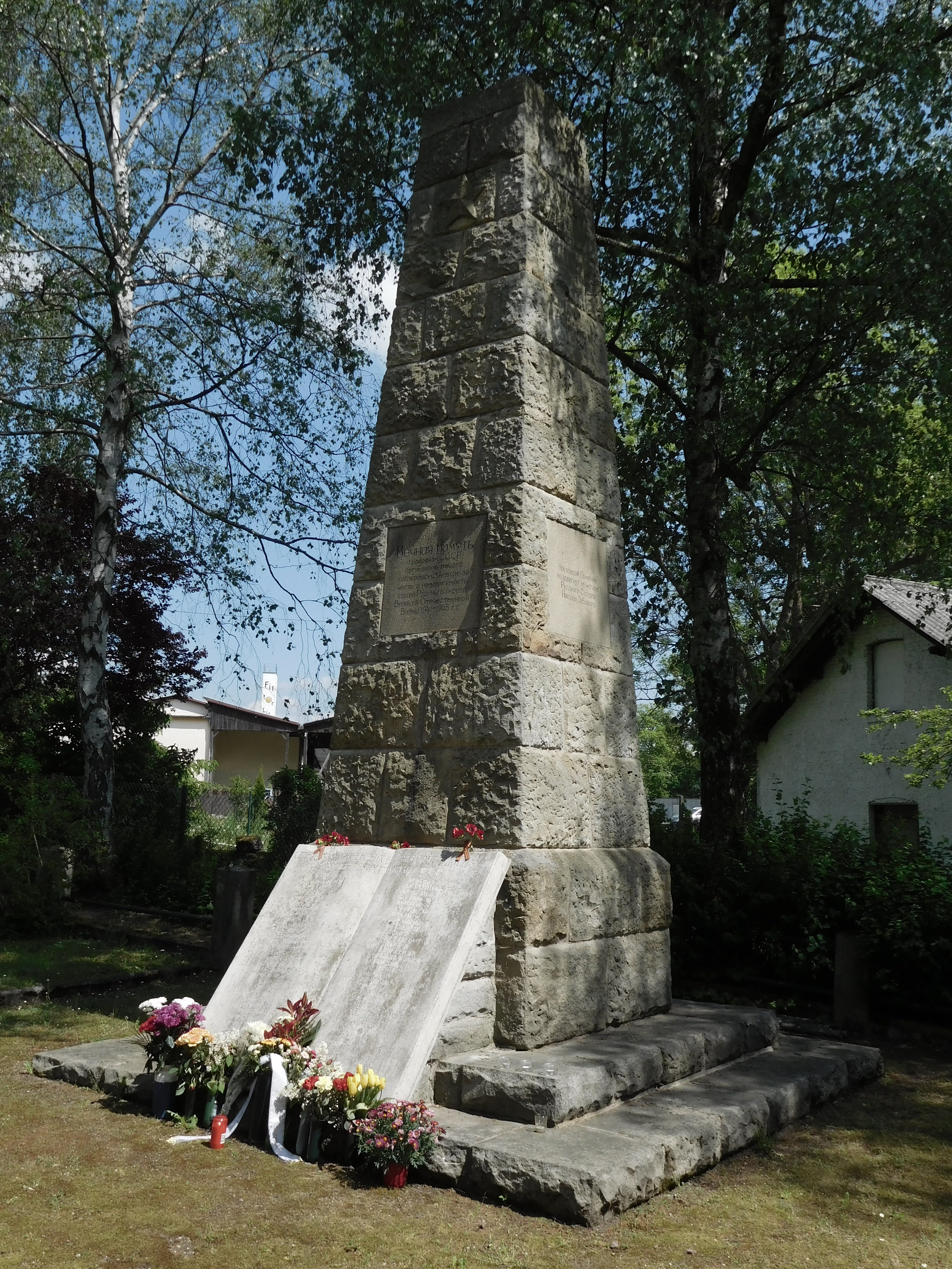
Sowjetischer Oblisk auf Friedhof Hildburghausen

## Vertriebenen-Denkmal
Gedenkstein mit der Inschrift (Metallbuchstaben auf Naturstein): „Zum Gedenken der Opfer von Flucht und Vertreibung nach dem II. Weltkrieg“ (Bund der Vertriebenen, Hildburghausen). Die Einweihung erfolgte am 8. Juni 1996.

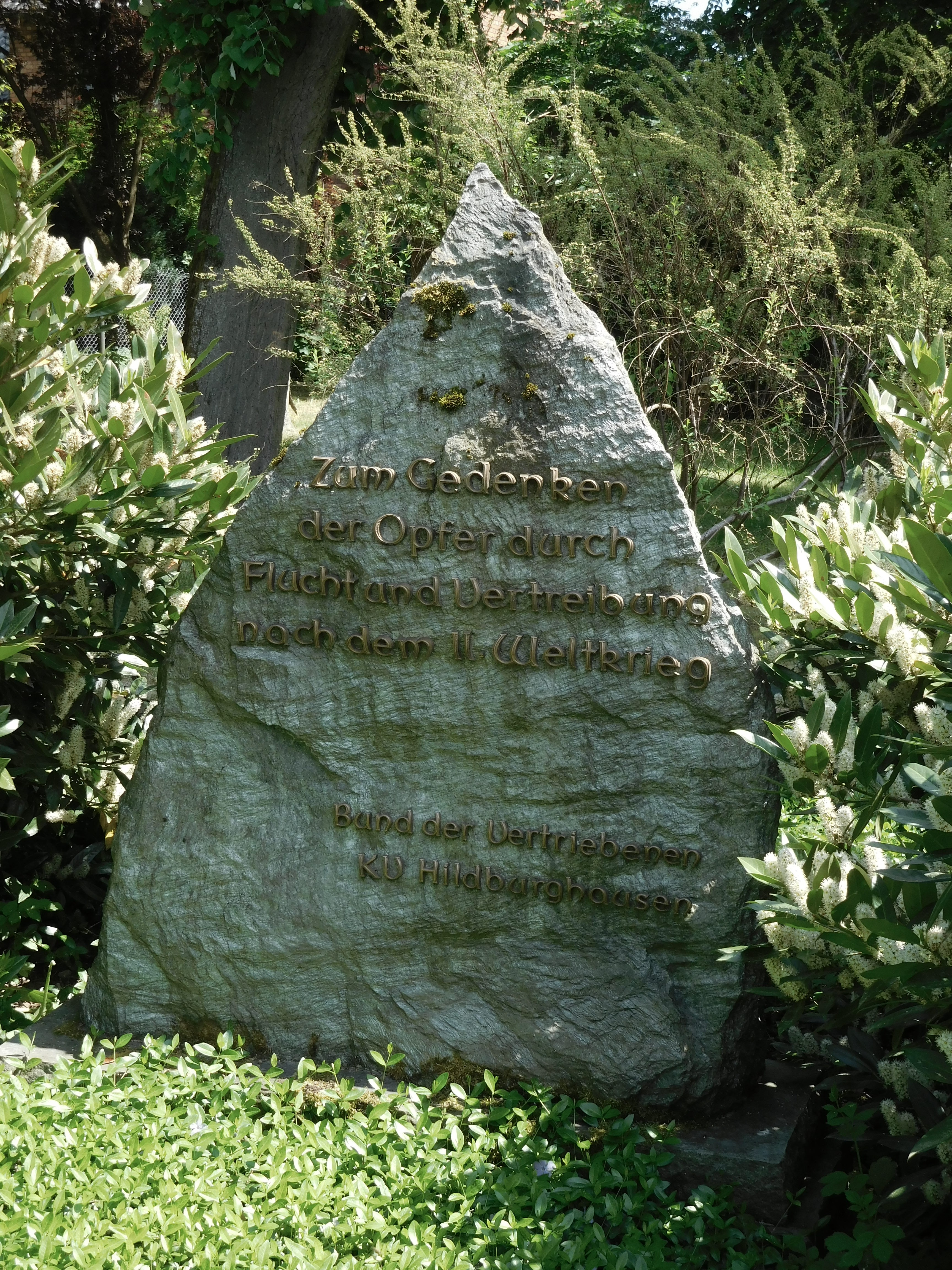
Vertriebenen-Denkmal Friedhof Hildburghausen

## Denkmal für Opfer der Gewaltherrschaften
Gedenkstein mit der Inschrift: ZUM EHRENDEN GEDENKEN AN DIE OPFER DER GEWALTHERRSCHAFTEN. Der Stein wurde nach der Wende errichtet.

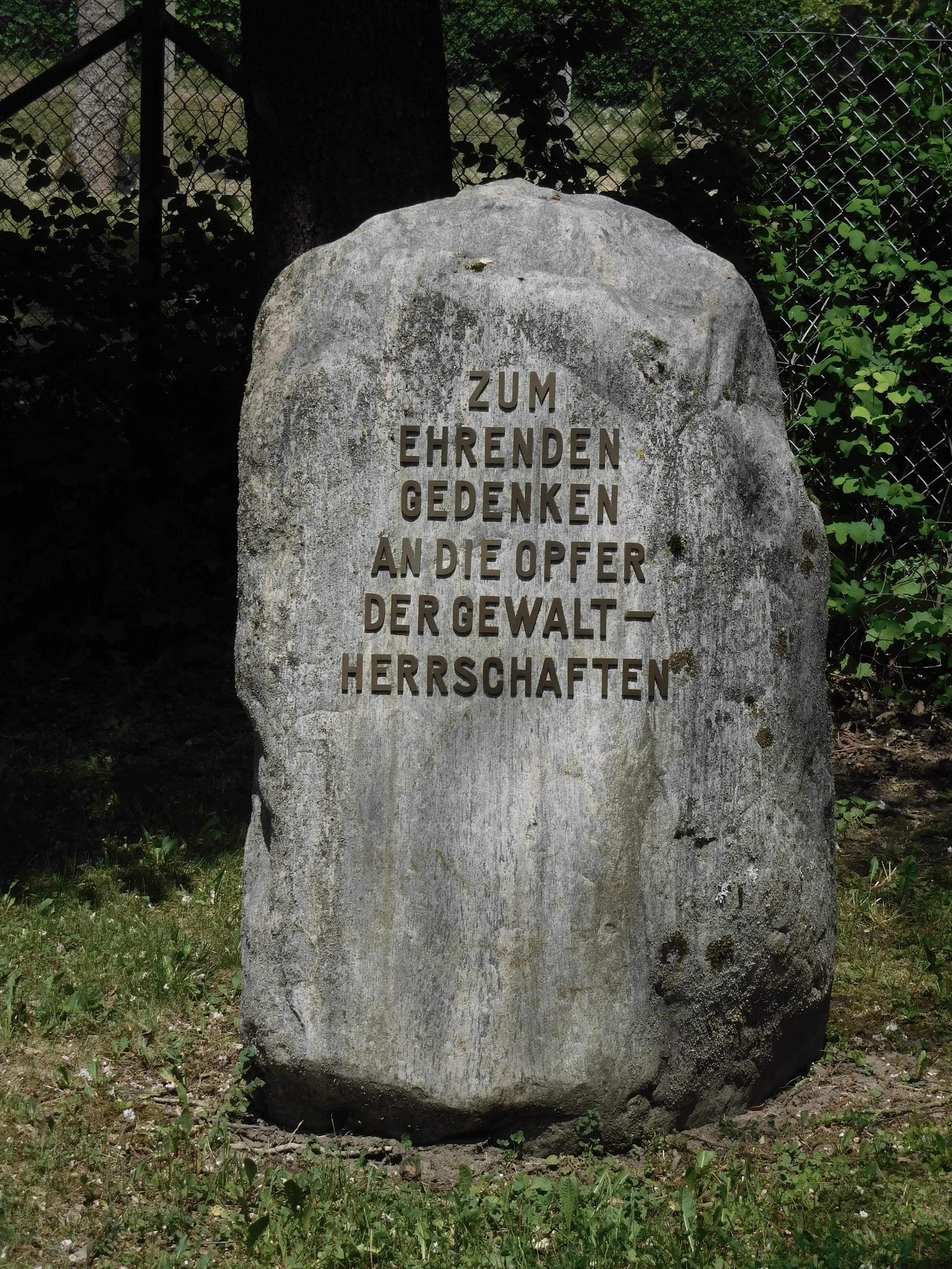
Denkmal für Opfer der Gewaltherrschaften in Deutschland

## Die Kriegsgräber-Anlage zur DDR-Zeit und danach
Werner Schwamm beschreibt das Schicksal der deutschen Kriegsgräber auf dem Friedhof von Hildburghausen zur Zeit der DDR so: 
„In Zeiten des Sozialismus legte man wenig Wert auf die Erhaltung solcher Anlagen, ein Verfall war die Folge. 1992/93 forderte ein Beschluss des Deutschen Bundestages die Kommunen auf, alle Kriegsgräber und -anlagen in den Städten und Gemeinden zu erfassen. Daraufhin erfolgte die Registrierung der Gräber. Ein Lageplan war nicht vorhanden. Zu sehen waren teils nur noch wild bewachsene Erdhügel ohne namentliche Grabzeichen. Unter schwierigen Bedingungen ... Zuordnung der Grablager. In Übereinstimmung von  Thüringer Landesverwaltungsamt und der Kriegsgräberfürsorge konnte 1993 auf dem Zentralfriedhof die Gräberanlage vom Bauhof der Stadt mit einer einheitlichen Rasenfläche und Wegeführung neu gestaltet werden. Die geringe Anzahl der alten Grabzeichen wurde 1995/96 überarbeitet, sowie 213 neue Grabzeichen gefertigt und gesetzt. Den Auftrag erhielt nach einer Ausschreibung die Steinmetzfirma Hartmut Körschner aus Eisfeld. Die Anlagen und Einzelgräber präsentieren sich heute den Besuchern pietätgerecht und entsprechen somit dem Kriegsgräbergesetz.“
Die Kriegsgräber werden gemäß gesetzlichem Auftrag auf Dauer durch die Bundesrepublik Deutschland und den Freistaat Thüringen geschützt. 
Im Jahre 2018 gibt es nach Auskunft der Friedhofsverwaltung auf der Anlage 58 Grabkreuze aus dem Ersten und 240 aus dem Zweiten Weltkrieg. Sie wurden zuletzt 2006 gereinigt und entmoost.